# Аполіпопротеїн CI
Аполіпопротеїн CI (англ. Apolipoprotein C1) – білок, який кодується геном APOC1, розташованим у людей на короткому плечі 19-ї хромосоми.  Довжина поліпептидного ланцюга білка становить 83 амінокислот, а молекулярна маса — 9 332.
| 10         |  | 20         |  | 30         |  | 40         |  | 50         |
| ---------- |  | ---------- |  | ---------- |  | ---------- |  | ---------- |
| MRLFLSLPVL |  | VVVLSIVLEG |  | PAPAQGTPDV |  | SSALDKLKEF |  | GNTLEDKARE |
| LISRIKQSEL |  | SAKMREWFSE |  | TFQKVKEKLK |  | IDS        |  |            |

A: Аланін

D: Аспарагінова кислота

E: Глутамінова кислота

F: Фенілаланін

G: Гліцин

I: Ізолейцин

K: Лізин

L: Лейцин

M: Метіонін

N: Аспарагін

P: Пролін

Q: Глутамін

R: Аргінін

S: Серин

T: Треонін

V: Валін

Задіяний у таких біологічних процесах як транспорт, транспорт ліпідів. 
Секретований назовні.